# Virignin

Virignin este o comună în departamentul Ain din estul Franței.